# Deutsche Poolbillard-Meisterschaft 2021 (Senioren)
Die deutsche Poolbillard-Meisterschaft 2021 war ein Poolbillardturnier, das vom 29. Oktober bis 7. November 2021 im Rahmen der deutschen Billardmeisterschaft in der Wandelhalle im hessischen Bad Wildungen stattfand.
Ermittelt wurden die deutschen Meister in den Disziplinen 14/1 endlos, 8-Ball, 9-Ball und 10-Ball. Titelverteidiger waren Reiner Wirsbitzki (14/1 endlos, 8-Ball, 9-Ball) und Torsten Bonke (10-Ball).

## Medaillengewinner
| Disziplin   | Gold                                        | Silber                                      | Bronze 1                       | Bronze 1                                    |
| ----------- | ------------------------------------------- | ------------------------------------------- | ------------------------------ | ------------------------------------------- |
| 14/1 endlos | Wolfgang Birner (PBC Jägersburg)            | Reiner Wirsbitzki (1. PBC Hürth-Berrenrath) | Armin Pesch (PBC Phönix Düren) | Harald Stolka (BSV München)                 |
| 8-Ball      | Markus Kamuf (BSF Kurpfalz)                 | Harald Stolka (BSV München)                 | Ralf Wack (PBC Joker Altstadt) | Reiner Wirsbitzki (1. PBC Hürth-Berrenrath) |
| 9-Ball      | Reiner Wirsbitzki (1. PBC Hürth-Berrenrath) | Manuel Biehler (BC Bergedorf)               | Harald Stolka (BSV München)    | Wolfgang Birner (PBC Jägersburg)            |
| 10-Ball     | Andreas Weber (Bf Duisburg 02)              | Mario März (BC Empor Freiberg)              | Ralf Kotewitsch (PBC Soest)    | Reiner Wirsbitzki (1. PBC Hürth-Berrenrath) |